# Dois Irmãos do Tocantins
Dois Irmãos do Tocantins is een gemeente in de Braziliaanse deelstaat Tocantins. De gemeente telt 7.254 inwoners (schatting 2009).